# Bians-les-Usiers
Bians-les-Usiers é uma comuna francesa na região administrativa de Borgonha-Franco-Condado, no departamento de Doubs. Estende-se por uma área de 14,01 km². Em 2010 a comuna tinha 713 habitantes (densidade: 50,9 hab./km²).